# Драмшанбо
Драмшанбо (англ. Drumshanbo; ирл. Droim Seanbhó, Дримь-Шянво, «перевал старых хижин») — деревня в Ирландии, находится в графстве Литрим (провинция Коннахт) у трасс R207 и R208.
Местная железнодорожная станция была открыта 2 мая 1888 года и закрыта 1 апреля 1959 года.

## Демография
Население — 665 человек (по переписи 2006 года). В 2002 году население составляло 623 человек.
Данные переписи 2006 года:
| Общие демографические показатели |               |                               |                               |      |      |
| Всё население                    | Всё население | Изменения населения 2002—2006 | Изменения населения 2002—2006 | 2006 | 2006 |
| 2002                             | 2006          | чел.                          | %                             | муж. | жен. |
| 623                              | 665           | 42                            | 6,7                           | 336  | 329  |